# کوتدوار
کوتدوار (به انگلیسی: Kotdwar) یک منطقهٔ مسکونی در هند است که در بخش پائوری گاروال واقع شده‌است. کوتدوار ۸۰ کیلومتر مربع مساحت دارد ۴۵۴ متر بالاتر از سطح دریا واقع شده‌است.